# كوسالار (قشلاق أهر)
كوسالار (بالفارسية: کوسالار) هي منطقة سكنية تقع في إيران في قسم قشلاق الریفي. يقدر عدد سكانها بـ 127 نسمة .